# Bulgarian Union of Progressive Women
Bulgarian Union of Progressive Women var en feministisk organisation i Bulgarien, grundad 1908.
Den grundades av en grupp feminister, inklusive Anna Karima, Maria Dzhidrova och Sanda Iovcheva, som tidigare hade bildat Bulgarian Women’s Union men dragit slutsatsen att en mer radikal organisation var nödvändig och därför bildat Union of Progressive Women. Organisationen verkade för en reform i kvinnors legala rättigheter med fokus på införandet av kvinnlig rösträtt.